# 布萊克傑克 (密蘇里州)
布萊克傑克（英語：Black Jack）是位於美國密蘇里州聖路易斯縣的城市。

## 人口
根據2020年美國人口普查的數據，布萊克傑克的面積為6.75平方千米，當中陸地面積為6.70平方千米，而水域面積為0.05平方千米。當地共有人口6634人，而人口密度為每平方千米983人。